# Symmorphus murarius
Symmorphus murarius ist ein Hautflügler aus der Familie der Faltenwespen (Vespidae). Sie wird auch große Stängelwespe genannt.

## Merkmale
Die Tiere erreichen eine Körperlänge von 14 bis 17 Millimetern (Weibchen) bzw. 9 bis 13 Millimetern (Männchen). Ihr Körper ist gelb-schwarz gefärbt, wobei das erste Tergit eine schwarze Querkante aufweist. Die Pleuren des Mesonotums sowie das Metanotum sind lang und hell behaart.

## Vorkommen
Die Art kommt in Europa, im Süden jedoch nur im Gebirge vor. Sie besiedelt verschiedene sonnige Lebensräume, auch im Siedlungsbereich. Die Tiere fliegen in einer Generation von Anfang Mai bis Mitte August. Die Art ist in Mitteleuropa selten, die Populationen sind zudem im Rückgang. Es gibt Hinweise auf lokale Zunahmen, wobei sie von Insektenhotels zu profitieren scheinen.

## Lebensweise
Das Nest wird in offenen, sonnenbeschienenen Käferbohrgängen im Totholz und selten wahrscheinlich auch in Schilfhalmen angelegt. Vor allem Käfergänge zwischen sechs und acht Millimetern in alten Eichen und auch Eichenpfählen werden besonders gerne besiedelt. Pro Nest werden ein bis zwei Zellen angelegt, wobei das Ei an der hinteren Zelloberseite an einem Faden hängend abgelegt wird. In die Zellen werden bei weiblicher Brut je fünf bis acht, bei Männchen drei bis fünf Larven von Blattkäfern als Nahrungsquelle eingebracht. Insbesondere der Pappelblattkäfer (Chrysomela populi) wird dazu verwendet. Die Zellzwischenwände werden mit einem feinen lehmigen Mörtel angefertigt. Nach den Brutzellen wird ein mindestens sechs Zentimeter langes Atrium und gelegentlich auch weitere, leere Zellen angelegt. Anschließend wird das Nest mit einem Deckel aus Holzfasern verschlossen. Die Art kann anhand ihres Nestes von den anderen Arten der Unterfamilie gut unterschieden werden. Auch die Larven sind gut anhand ihrer graugrünen Färbung und den gewellten, weißen Längsstreifen identifizierbar. Die Larven verpuppen sich nach 10 bis 14 Tagen in einem doppelwandigen Kokon, wobei der Kot übersponnen wird.
Die Art wird von Chrysis fulgida, Chrysis longula und Chrysis iris parasitiert.